# ماريو بارتي أدفانس
ماريو بارتي أدفانس (بالإنجليزية: Mario Party Advance)‏ (باليابانية: マリオパーティ アドバンス) ، هي لعبة فيديو إلكترونية من نوع احتفال، أنتجت سنة 2005م من قبل شركة هودسن سوفت اليابانية ونشرها شركة نينتندو.